# 綠島一號
綠島一號是一艘位於臺灣臺東縣綠島鄉西南海域的沉船，於2018年1月24日列冊為臺灣重要水下文化資產。
綠島一號是2011年由當地居民所發現，2013年6月14至19日中華民國文化部文化資產局委託中央研究院水下考古隊，在當地居民帶領下，於綠島南寮坡仔頭海域探勘。發現沉船遺址為分三處陳列的大型木質船體，船體結構、現址情況大致完整。船板呈東南西北向，全長約39公尺，船身前後露出大量船板及隔艙板，船板厚實、保存情況良好，船板上留有各型銅釘並以銅皮包覆，為17、18世紀荷蘭、西班牙的造船方式，船體中央被海砂掩埋，周邊海床呈隆起現象，推測下方應有船體或船貨被掩埋，調查過程中發現部分金屬物，另在船體右下方較深水域，發現壓艙石。
出水遺物部分則有數百枚乾隆通寶、2枚道光通寶、壓艙石、簾蛤科貝、玻璃器、葡萄酒瓶、橄欖種子、中西陶瓷、金屬器等。根據以上的調查研究中發現的銅皮木船遺構與其他遺物，初步判定該沉船應為一艘19世紀中期的西式古木帆船；再依據《恆春縣志》等文獻，19世紀時綠島周遭有數起船難的記載，研究者推論「綠島一號」應是往返東北亞的西方貿易船，可用於研究19世紀中期西方國家在亞洲的貿易情況，以及作為了解歐亞貿易航路及造船工藝的考古依據。